# Општина Покидија (Васлуј)
Покидија (рум. Pochidia) општина је у Румунији у округу Васлуј.
Oпштина се налази на надморској висини од 82 m.

## Становништво

### Хронологија
| Година       | 2004 | 2005 | 2006 | 2007 | 2008 | 2009 | 2010 | 2011 | 2012 | 2013 | 2014 | 2015 | 2016 | 2017 |
| ------------ | ---- | ---- | ---- | ---- | ---- | ---- | ---- | ---- | ---- | ---- | ---- | ---- | ---- | ---- |
| Становништво | 1610 | 1646 | 1684 | 1708 | 1708 | 1751 | 1736 | 1735 | 1719 | 1733 | 1746 | 1727 | 1733 | 1742 |